# 阿尔卡埃乌斯 (迈塞内)
阿尔卡埃乌斯 (迈塞内)，约活动于公元前200年前后。警句诗人，作有多首关于马其顿腓力五世尖刻警句诗，其中一篇显然曾在整个希腊传诵。《希腊文选》中现存其警句15首。 